# Turijs'k
Turijs'k (Ucraino: Турійський) è un insediamento rurale ucraino (5 808 abitanti) nel distretto di Kovel', nell'oblast' di Volinia. Ospita l'amministrazione della comunità territoriale di Turijs'k, una delle comunità territoriali dell'Ucraina.
Fino al 18 luglio 2020 Turijs'k fungeva da centro amministrativo del distretto di Turijs'k, abolito come parte della riforma amministrativa dell'Ucraina, che ha ridotto a quattro il numero dei distretti dell'oblast' di Volinia. L'area del distretto di Turijs'k è stata fusa nel distretto di Kovel'.
Fino al 26 gennaio 2024 Turijs'k era classificata come insediamento di tipo urbano. Da tale data è entrata in vigore una nuova legge che ha abolito questo status e Turijs'k è stata riclassificata come insediamento rurale.